# Szczyrbskie Solisko
Szczyrbskie Solisko (słow. Štrbské Solisko, niem. Csorbaer Solisko, węg. Csorbai-Szoliszkó) – szczyt o wysokości ok. 2320 m n.p.m. w Grani Soliska, w słowackich Tatrach Wysokich. Od Furkotnego Soliska oddzielony jest przełęczą Szara Ławka, a od Młynickiego Soliska – Niską Ławką.
Jest jednym z ostatnich wybitniejszych wierzchołków w Grani Soliska. Dalej na południe wysunięte są jedynie Młynickie Solisko (nieco niższe, ok. 2301 m) i Skrajne Solisko (2093 m). Wierzchołek Szczyrbskiego Soliska dostępny jest tylko dla taterników, nie prowadzą na niego żadne znakowane szlaki turystyczne. Jest on najdogodniej dostępny przy wejściu przez Smrekowicką Przełęcz i Młynickie Solisko zarówno od strony Doliny Furkotnej, jak i Doliny Młynickiej.
Szczyrbskie Solisko jest jedynym szczytem Grani Soliska dobrze widocznym znad Szczyrbskiego Jeziora – dalsze są przez nie zasłonięte, a bliższe nie wyróżniają się na jego tle.
Pierwsze znane wejścia:
- Günter Oskar Dyhrenfurth i Hermann Rumpelt, 3 czerwca 1906 r. – letnie,
- Gyula Hefty i Lajos Rokfalusy, 25 marca 1913 r. – zimowe[2].

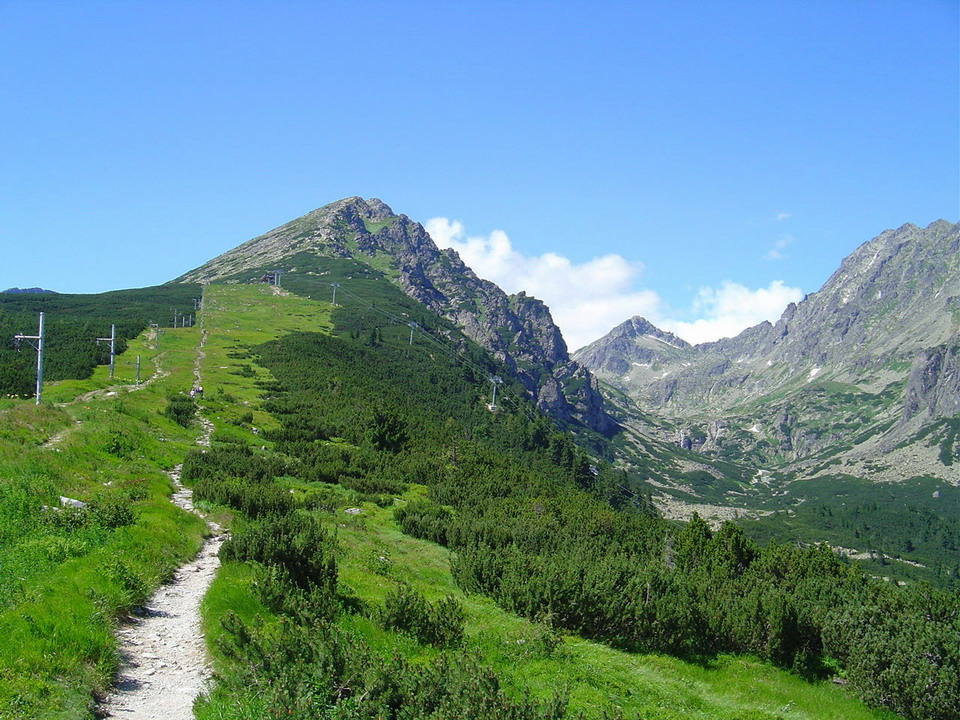
Szczyrbskie Solisko widoczne z okolic Szczyrbskiego Jeziora